# Campeonato Europeo Sub-18 1994
El Campeonato Europeo Sub-18 1994 se llevó a cabo en España del 24 al 31 de julio y contó con la participación de 8 selecciones juveniles de Europa que disputaron 5 plazas para la Copa Mundial de Fútbol Sub-20 de 1995 a celebrarse en Catar.
Portugal venció en la final a Alemania para ganar su segundo título continental.

## Participantes
| - Bielorrusia - Francia - Alemania - Países Bajos | - Portugal - Rusia - España (anfitrión) - Suecia |

## Fase de grupos

### Grupo A
| País         | J | G | E | P | GF | GC | GD | Pts |
| ------------ | - | - | - | - | -- | -- | -- | --- |
| Portugal     | 3 | 3 | 0 | 0 | 6  | 1  | +5 | 9   |
| Países Bajos | 3 | 1 | 1 | 1 | 4  | 4  | 0  | 4   |
| Francia      | 3 | 1 | 0 | 2 | 6  | 7  | –1 | 3   |
| Suecia       | 3 | 0 | 1 | 2 | 2  | 6  | –4 | 1   |

| 24 de julio | Portugal     | 3–1 | Francia      |
|             | Países Bajos | 1–1 | Suecia       |
| 26 de julio | Países Bajos | 3–2 | Francia      |
|             | Suecia       | 0-2 | Portugal     |
| 28 de julio | Francia      | 3–1 | Suecia       |
|             | Portugal     | 1–0 | Países Bajos |

### Grupo B
| País        | J | G | E | P | GF | GC | GD | Pts |
| ----------- | - | - | - | - | -- | -- | -- | --- |
| Alemania    | 3 | 2 | 0 | 1 | 7  | 3  | +4 | 6   |
| España      | 3 | 2 | 0 | 1 | 9  | 6  | +3 | 6   |
| Rusia       | 3 | 2 | 0 | 1 | 7  | 7  | 0  | 6   |
| Bielorrusia | 3 | 0 | 0 | 3 | 3  | 10 | –7 | 0   |

| 24 de julio | España      | 4–2 | Rusia       |
|             | Alemania    | 3–0 | Bielorrusia |
| 26 de julio | Rusia       | 2–1 | Alemania    |
|             | España      | 4–1 | Bielorrusia |
| 28 de julio | Bielorrusia | 2-3 | Rusia       |
|             | Alemania    | 3–1 | España      |

## Fase final

### Quinto Lugar
| Equipo 1 | Resultado | Equipo 2 |
| -------- | --------- | -------- |
| Francia  | 0-2       | Rusia    |

### Tercer lugar
| Equipo 1 | Resultado | Equipo 2     |
| -------- | --------- | ------------ |
| España   | 5-2       | Países Bajos |

### Final
| Equipo 1 | Resultado   | Equipo 2 |
| -------- | ----------- | -------- |
| Portugal | 1-1 (4-1 p) | Alemania |

## Campeón
| Eurocopa Sub-18 1994 |
| -------------------- |
| Bandera de Portugal  |
| Portugal 2º Título   |

## Clasificados al Mundial Sub-20
| - Alemania - Países Bajos | - Portugal - Rusia | - España |